# 542509 Lyatoshynsky
542509 Lyatoshynsky este o planetă minoră (asteroid) din centura de asteroizi. A fost descoperită pe 30 octombrie 2011 la Andrușivska astronomicina observatoria⁠(d) de  și a fost numită după Borîs Leatoșînskîi. 
Obiectul prezintă o orbită caracterizată de o semiaxă mare de 2,5622957908288 UAi, o excentricitate de 0,24457071885765, o înclinație de 11,931828182 ° în raport cu ecliptica.